# شاه روخ خان
شاروخ خان أو شاه روخ خان أو شاروخان (بالأردية: شاہ رُخ خان)، (بالهندية: शाहरुख़ ख़ान)، (بالإنجليزية: Shah Rukh Khan) من مواليد 2 نوفمبر 1965 في نيودلهي بالهند، وكثيراً ما يُختصر اسمه في حروفه الأولى (SRK)، هو ممثل أفلام بوليوودي وراقص ومنتج وشخصية تلفزيونية ورجل أعمال هندي شهير ومالك حق الامتياز لفريق كولكاتا نايت رايدرز للكريكت. يعد واحدًا من أغنى الممثلين في العالم، بصافي ثروة تقدر بحوالي 600 مليون دولار.
بدأ خان مشواره الفني في أواخر الثمانينات بظهوره في العديد من المسلسلات التلفزيونية الهندية منها مسلسل الجندي (Fauji) ومسلسل داريا ديل (Dariya Dil) سنة (1988 و 1989) إلى غاية مسلسله التلفزيوني الأخير الأبله (Idiot) سنة 1991، لكن طريق الشهرة ستعبد له خلال مشاركته الأولى في السينما البوليودية من خلال فيلم ديوانا سنة 1992 والذي حقق به نجاحًا تجاريًا كبيرًا في وقت مبكر من حياته ومنحه جائزة فيلم فير لأفضل ممثل صاعد، لتتوالى نجاحاته منذ ذلك الحين، في العديد من الأفلام التي اكتسبت شهرةً محلية وعالمية.
في عام 1999، اتجه شاروخان إلى إنتاج الأفلام والتقديم التلفزي بتأسيسه رفقة الممثلة جوهي تشاولا والمخرج عزيز ميرزا شركة إنتاج أفلام هما انليميتيد دريمز (أحلام غير محدودة) لكن الشراكة بينهما إنتهت سنة 2003 بعد نجاح فيلم شيلتي شيلتي ليؤسس خان بعدها شركة ريد تشيليز انترتينمنت (شركة الفلفل الأحمر للترفيه) رفقة زوجته غوري خان. وقد حققت معظم أفلام شاروخان إشادة نقدية وشهرة عالمية وعائدات ضخمة محليًا وعالميًا  أشهرها فيلم رجوع العاشق المجنون (Dilwale Dulhania Le Jayenge)، فيلم جنون الحب (Dil To Pagal Hai)، كوتش كوتش هوتا هي (Kuch Kuch Hota Hai)، أحيانا السعادة وأحيانا الحزن (Kabhi Khushi Kabhie Gham)، ديفداس (Devdas)، فير زارا (Veer - Zaara)، اسمي خان (My Name Is Khan)، تشيناي إكسبريس (Chennai Express) وسنة جديدة سعيدة (Happy New Year). ما جعله واحدًا من رموز السينما الهندية، ومكنه طيلة السنوات التي قضاها في صناعة السينما الهندية الحصول على مايقارب 211 جائزة و30 توشيحًا منها 14 جائزة فيلم فير، ثمانية منها عن فئة أفضل ممثل.
يعتبر شاروخان أسطورة عصره لذلك لقبته وسائل الإعلام الهندية ب«بادشاه بوليوود» أي «ملك بوليوود» أو «الملك خان»، كما وصفته جريدة لوس أنجلوس تايمز الأمريكية اليومية بأنه «أكبر نجم سينمائي في العالم» ، وفي عام 2005 كرمته حكومة الهند بجائزة بادما شري لإسهاماته في السينما الهندية، كما وضعته مجلة نيوزويك عام 2007 ضمن قائمة أكثر 50 شخصًا ثأثيرًا في العالم، لما يتمتع به من تأثير كبير في قارة آسيا ومختلف شتات الهند والعالم بفضل تواضعه وموهبته التمثيلية القوية في بوليوود برصيد فني بلغ ما مجموعه 80 فيلمًا بوليووديا و 8 مسلسلات تلفزيونية هندية، في عام 2010 صنفته مجلة تايم الأمريكية حسب استفتاء أجرته مع قرائها في المركز الثاني عشر كأكثر شخصية نفوذًا حول العالم.

## آراء
- عبر النجم ويل سميث عن إعجابه الشديد بشاروخان وطريقته الخاصة في التمثيل وقال: «لقد أبكاني حين شاهدت فيلمه ديفداس». وقال في هذا الصدد: «لا أعرف كيف أعبر لكنه ممثل بارع».[21]
- قالت النجمة كيت وينسليت: «لقد شاهدته في فيلم ديفداس في مهرجان كان، ولقد أبهرني أداؤه المميز وتلقائيته في الأداء. إنه بحق نجم بمواصفات خاصة ومن الصعب أن تجد ممثل من هذا العيار».
- أبدت النجمة سلمى حايك إعجابها بأدائه التمثيلي، وأصبحت مدمنة على أفلامه بطريقة غير عادية، وتمنت أن يجمعهما مشروع فيلم ما.

## معلومات متفرقة
- شاروخان كان من طلاب القسم العلمي وأنهي الدراسة الجامعية بتخصص الاتصال الجماهيري (الإعلام) وأخذ الماجستر في الاقتصاد من ثم التحق بالتمثيل بالأفلام.
- في مرحلة الدراسة كان كابتن فريق كرة القدم وكابتن فريق الهوكي وكابتن فريق الكريكيت بالمدرسة التي درسه بها وكان بالرغم من كثرة الانشطة المشترك بها كان من الطلبة المتفوقين.
- منزل شاروخ الجديد المكون من 6 طوابق يحمل احدث تكنولوجيا لا توجد بالهند وأنما صمم المنزل باستخدام تقنية مست من أمريكا عبارة عن وصل المنزل بأحدث أجهزة التكنولوجيا وهي أجهزة للتعقب ولعدة استخدامات يقول شاروخ " أنه الآن استطيع التحكم بكامل المنزل من على بعد وعن طريق الانترنيت" فبإمكان الشخص تشغيل أو إطفاء الأجهزة الكهربائية بالمنزل مثل المكيفات وتشغيل المسجل وغيرها من الأجهزة مثل إقفال الأبواب عند ساعة معينه ومن على بعد ويقول شاروخ " اننا ادخلنا صورة كل شخص بالمنزل على المتحكم فتستطيع ان ترى مثلا صورة أريان عند مدخل غرفته وكذلك سوهانا وأصبح الآن بإمكان التحكم بمسجل غرفهم لأصحيهم).
- كان ضمن قائمة مجلة نيوزويك أكثر 50 رجل لديه شعبية في العالم.

خان له اثر كبير في آسيا والشتات الهندي عالمى الانتشار. وفيما يتعلق بحجم الجمهور والربح، فقد وصف بأنه واحد من نجوم الأفلام الأكثر نجاحا في العالم. وفي بداية عمله، عرف خان بتمثيله أدوار شريرة في العديد من الأفلام مثل فيلم الدر (1993) وفيلم بازيجار أيضا في عام (1993) وفيلم أنجام في عام (1994). وازدادت شهرته بعد بطولته في سلسة من الأفلام الرومانسية، متضمنة فيلم رجوع العاشق المجنون (1995)، وجنون الحب (1997)، وكوتش كوتش هوتا هي (1998)، وأحيانا السعادة وأحيانا الحزن (2001). وقد نال اعجاب النقاد بتجسيده لشخصية مدمن الكحول في فيلم ديفداس (2002) وهو عالم ناسا في سواديز (2004)، ومدرب الهوكي في تشاك دي! الهند (2007) بالإضافة الي تجسيده رجل يعاني من متلازمة اسبرقر في فيلم اسمي خان (2010). وتتناول العديد من أفلامه موضوعات حول الهوية الوطنية الهندية والتواصل مع مجتمعات الشتات، وموضاعات أخرى عن الجنس والعنصرية والاختلافات الاجتماعية والدينية والمظالم. وقد تم تكريمه من الحكومة الهندية ومنحه بادما شرى وذلك لاسهاماته في عالم السينما، كما تم تكريمه من قبل الحكومة الفرنسية ومنحه وسام الفنون والآداب بالإضافة إلى وسام جوقة الشرف. ومنذ عام 2015 يعد خان رئيسا مشاركا فيما يتعلق بشركة إنتاج فيلم ريد تشيليز انترتينمنت والشركات التابعة لها، وهو أيضا شريك فيما يخص ملكية فريق الكريكيت الدوري الممتاز الهندي كولكاتا نايت رايدرز. وهو أيضا مقدم برامج تليفزيونية ويقوم بأداء العروض المسرحية. وكثيرا ماتستخدمه وسائل الأعلام في الدعاية«SRK علامة تجارية» وذلك بسبب تأييده للعديد من المشاريع وريادة الأعمال. وقد قام شاروخان بالأعمال الخيرية التي وفرت الرعاية الصحية، والأغاثة من الكوارث، وفي عام 2011 تم منحه جائزة اليونسكو «مارنى بيراميد» وذلك لتدعيمه تعليم الأطفال. وفي قائمة الأكثر تأثيرا
في ثقافة الهند يظهر اسمه بانتظام، وفي عام 2008 ذكرت صحيفة النيوز ويك اسمه ليصبح واحد من أكثر خمسين شخص تأثيرا في العالم.

## الحياة المبكرة والأسرة

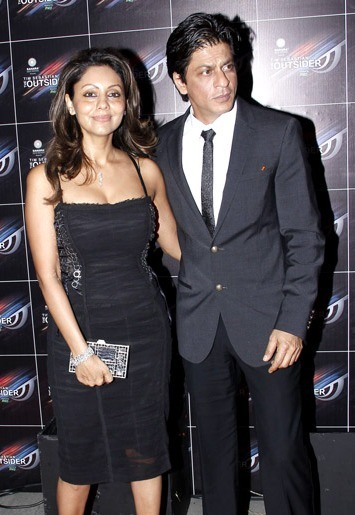
خان, زوجته جوري في حفل في عام 2012

ولد خان في الثانى من نوفمبر عام 1965 في عائلة مسلمة في نيودلهي. وقد قضي خان الخمس سنوات الأولى من حياته في مالنجور وذلك مع جد أمه افتخار أحمد الذي شغل منصب كبير المهندسين في الميناء وكان ذلك في الستينيات. ووفقا لخان كان جد أبيه محمد وهو باشتونى (باتان) كان من أفغانستان. وقال شاه روخ خان أيضا في مقابلاته أنه بتاني (البشتون) من بيشاور. كان والد خان، مير تاج محمد خان، مناضل هندى من اجل الاستقلال في بيشاور، الهند البريطانية (في الوقت الحاضر باكستان). واعتبارا من عام 2010، لازالت عائلة خان الأب تعيش في منطقة شاه والي كتال من كيسا خوانى بازار في بيشاور. ويعد مير من أتباع خان عبد الغفار خان، وتابع لجميع المؤتمرات الوطنية الهندية. وقد انتقل إلى نيودلهي وذلك حين تقسيم الهند في عام 1948 . كانت والدة خان، لطيف فاطمة، ابنة مهندس حكومي رفيع المستوى. وتزوج الوالدان في عام 1959. وعلى تويتر وصف خان نفسه بأنه «نصف حيدر أباد (الأم)، ونصف باتان (الأب)، بعض الكشميري (الجدة)». ويدعى أبناء عمومته في بيشاور بأن الأسرة هي من أصل هينكوان من كشمير، وليس البشتون، ويعارضوا أيضا أن جده كان من أفغانستان.
نشأ خان في حي النجار راجندرا في دلهي. كان والده لديه عدة مشاريع تجارية بما في ذلك مطعم، وعاشت الأسرة حياة الطبقة المتوسطة في شقق مستأجرة. درس خان في مدرسة سانت كولومبا في وسط دلهي حيث برع في دراسته وفي الألعاب الرياضية مثل الهوكي وكرة القدم، وحصل أيضا على جائزة المدرسة الأعلي«سيف الشرف». في شبابه قام بالعديد من الأدوار في المسرحيات التي تقدم على المسرح وتلقى الثناء عند قيامه بتقليد ممثلين بوليود، وكان من المفضلين عندهخ ديليب كومار، وأميتاب باتشان وممتاز. وتعد أمريتا سينغ واحدة من أصدقاء الطفولة وشريكته بالتمثيل التي أصبحت ممثلة بوليوود. التحق خان بكلية هنزراج ليحصل على درجة البكالوريوس في الاقتصاد ولكنه قضى الكثير من وقته في مسرح فريق عمل دلهي (تاج)، حيث درس التمثيل تحت إرشاد مدير المسرح باري جون. بعد هنزراج، قال انه بدأ يدرس للحصول على درجة الماجستير في الاتصال الجماهيري وذلك في جامعة الملة الإسلامية، لكنه ترك الدراسة ليبدأ مهنة التمثيل. كما حضر وتابع المدرسة الوطنية للدراما في دلهي خلال بداية حياته المهنية في بوليوود. وقد توفي والده بالسرطان في عام 1981، وتوفيت والدته في عام 1991 من مضاعفات مرض السكري. وبعد وفاة والديهم، تعرضت أخته الأكبر سنا، شهناز للرخان، التي ولدت عام 1960، إلى حالة من الإكتئاب وقد تحمل خان المسؤولية الكاملة لرعايتها. تعيش شهناز مع أخيها وعائلته في قصر مومباي بهم.
على الرغم عند ولادته سمى شاروخ خان، ولكنه وفقا لما قاله يفضل اسمه أن يكتب شاه روخ خان، ويشار اليه عادة ب (SRK) كاختصار. تزوج جوري تشيبر، وهي بنجابية هندوسية، وذلك في حفل زفاف هندوسي تقليدي في 25 تشرين الأول في عام 1991، وذلك بعد قصة حب لمدة ست سنوات. ولديهم ابنهم اريان مواليد 1997 وابنتهم سوهانا مواليد 2000. وفي عام 2013، أصبحوا آباء لطفلهم الثالث أبرام، الذي ولد من خلال أم بديلة. وفقا لخان أنه يؤمن بقوة بالإسلام في حين ذلك فهو أيضا يقدر دين زوجته. ويتبع أولاده الديانتين حيث في المنزل يوجد القرآن بجانب الآلهة الهندوسية.

## الشخصية الرئيسة:1993-1994
ومن بين اطلاقاته في عام 1993، نال خان التقدير على أدواره الشريرة في فيلمين حطما شباك التذاكر: وذلك بأداء شخصية محب مستحوذ في فيلم "دارر"، وقاتل في فيلم "بازيجار. وكان "الدرر" مؤشر علي التعاون بين خان والمخرج ياش شوبرا وشركته "ياش راج فيلمز". حازت لعثمة خان واستخدامه عبارة "أنا أحبك، ك ك ك-كيران" شعبية الجماهير. حصل على جائزة أفضل أداء عن فيلم" الدرر" وذلك لاختياره كأفضل أداء في دور سلبى، وتعرف أيضا باسم جائزة أفضل شرير، لكنه خسر أمام باريش روال عن السير. وقد لعب خان في "بازيجار" دور منتقم غامض يقتل صديقته مما سبب صدمة الجماهير الهندية وذلك بسبب العنف الغير المتوقع، الذي يخالف مقاييس بوليوود. في كامبردج المصاحب للثقافة الهندية الحديثة، قام سونال كولار بتسمية الشخصية "شخصية الطراز الأول". وفاز خان عن أدائه في بازيجار، جائزة أفضل ممثل، ويعد ذلك ظهوره الأول مع الممثلة كاجوال التي قام بالتمثيل معها العديد من الأفلام بعد تلك التجربة. في عام 2003، ذكرت موسوعة السينما الهندية أن خان "تحدى صورة البطل التقليدية في كل هذه الأفلام، وخلق نسخته الخاصة من البطل الغير التقليدى". وفي عام 1993، قام خان بتمثيل مشاهد عارية مع ديبا ساهي في مايا ممساب، على الرغم من خضو بعض الأجزاء للرقابة قبل تداولها من قبل شهادة المجلس المركزي الأفلام. وقد سبب ذلك الجدل مما دفعه لتجنب مثل هذه المشاهد في أدواره المقبلة.
في عام 1994، لعب خان دور عاشق الموسيقى في كوندان الشاه وذلك في الفيلم الكوميدي الدرامي" كابهي كابهي هان ناه،" وقد أعلن في وقت لاحق أن هذا هو الدور المفضل لديه. نال جائزة النقاد لأفضل أداء، وفي استعراض استرجاعى من عام 2004، سخانيا فيرما من ريدز كوم أشار إلى أنه أفضل أداء لخان، قائلا: "إنه تلقائى، سريع التأثر، صبياني، مؤذ ويعمل من صميم القلب. وفي عام 1994، حصل أيضا خان على جائزة أفضل شرير لدوره كعاشق للالهوس في أنجام، ويشارطه مادري ديكسيت بطولته. وفي ذلك الوقت، كان تمثيل الأدوار العدائية مجازفة محفوفة بالمخاطر لرجل يريد ريادة المهنة في بوليوود. وفي وقت لاحق أشاد راى خان وذلك لأنه "مخاطر مجنون" وغير تقليدى وذلك بسبب اختياره لأداء مثل هذه الشخصيات، والتي من خلالها أسس حياته المهنية في بوليوود. وقال المخرج موكول س. أناند أن خان هو "الوجه الجديد للصناعة "في ذلك الوقت.

## البطل الرومانسى: 1995-1998

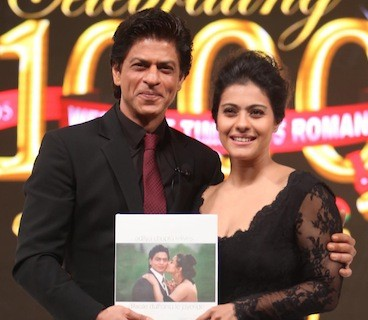
خان وكاجول في عام 2014 يحتفلان بمناسبة مرور1000 أسبوع على العرض المستمر لفيلمهما رجوع العاشق المجنون

تألق خان في سبعة أفلام في عام 1995، وأولها كان فيلم راكيش روشان قصة ميلودرامية مثيرة لكاران أرجون. وقد شارك في البطولة سلمان خان وكاجول، وأصبح الفيلم ثاني أعلى إيرادات في تلك السنة في الهند. ومن الاطلاقات الكبيرة في تلك السنة العمل مع المخرجة الدرامية أديتيا شوبرا، في رومانسية رجوع العاشق الممنوع، وقد لعب فيه دور شاب غير مقيم بالهند ويقع في حب شخصية كاجول خلال رحلة عبر أوروبا. كان خان متحفظا في البداية للقيام بدور الحبيب، ولكن بتصوير هذا الفيلم صنف خان «كبطل رومانسي». وقد أشاد كل من النقاد والجمهور بالفيلم، وأصبح أعلى إنتاج على الإطلاق في الهند وفي الخارج خلال هذا العام، وتم أعلانه «كأكثر فيلم رائج ولاقى اقبالا» فيما يتعلق بشباك الهند، مع اجمالي أكثر من 1220000000 ₹ (18 مليون دولار أمريكى) في جميع أنحاء العالم. انه الفيلم الأكثر عرضا في تاريخ السينما الهندية؛ حيث انه لايزال يعرض في مسرح مرثا مندير في مومباي بعد أكثر من 1000 أسبوع اعتبارا من أوائل عام 2015. وقد نال لفيلم عشر جوائز كأفضل فيلم، بما في ذلك جائزة خان للمرة الثانية كأفضل ممثل. وقال المخرج والناقد رجاء سين أن «خان لديه أداء رائع، ويقوم باعادة تقديم شخصية العاشق في التسعينيات وذلك بمهارة كبيرة. وأضاف أنه جذاب ووقح، ولكن صادق بما فيه الكفاية لمناشدة [الجمهور]. وفيما يتعلق بالأداء، يظهر خان كرجل أعمال ماهر، لينجح دون أدنى جهد، وكأنه لا يمثل».
في عام 1996، فشلت إصدارات خان نقديا وتجاريا، ولكن في العام التالي، دور البطولة مقابل جوهي تشاولا في عزيز ميرزا الكوميديا الرومانسية ياس بوس أكسبه الجوائز التي شملت ترشيحع لجائزة أفضل ممثل لأفضل فيلم. وفي عام 1997 لعب دور البطولة في دراما اجتماعية-الشتات تحت عنوان سوبهاش غاي بارديس، وقام بتصوير أرجون، وهو موسيقي يواجه معضلة أخلاقية. وتشهد الهند اليوم أنه من أحد صور بوليوود الرئيسية التي حققت النجاح في الولايات المتحدة. وفي عام 1997 كان التعاون الثاني مع ياش شوبرا في الرومانسية الموسيقية الشعبية ديل تو باجال هاي. وقد قام بتصوير راهول، مخرج مسرحي واقع في مثلث الحب بين مادري ديكسيت وكاريسما كابور. وقد لاقى الفيلم وأدائه ثناء النقاد، مما جعله ينال جائزته الثالثة كأفضل ممثل.
مثل خان دور البطولة في ثلاثة أفلام وكان له ظهور خاص واحد في عام 1998. وفي أول إصدار له هذا العام، لعب دورا مزدوجا مقابل جوهي تشاولا وسونالي بندر في العمل الكوميدي تكرار ماهيش بهات، وكان أول تعاون مع ياش جوهار شركة إنتاج للدارما. لم يلاقى الفيلم تقديرا واعجابا، ولكن تشيد الهند اليوم بحيوية أداء خان. وفي العام نفسه، نال خان ثناء النقاد لأدائه كمراسل إذاعة في عموم الهند الذي يطور افتتان لارهابي غامض (مانيشا كويرالا) في ديل سي، الحلقة الثالثة من ثلاثية ماني راتنام من أفلام الرعب. وفي إصدار أخير له في تلك العام، قال انه يصور طالب جامعي في الرومانسية كاران جوهار كوتش كوتش هوتا هي، وهو كان واقعا في مثلث الحب مع كاجول وراني مكرجي. وقد أشار الكاتب انجانا مويثار شاندرا إلى أن الأفلام كانت رائجة إلى درجة كبيرة في التسعينيات وكانت كالوعاء يضم "الرومانسى والكوميدى والترفيهيى. " فاز خان جائزة أفضل ممثل في حفل جوائز أفضل فيلم للعام الثاني على التوالي، على رغم اعتقاده هو والنقاد ان كاجول قد طغت عل ادائه.
الأدوار في هذه المرحلة من حياته المهنية، وسلاسل الأفلام الكوميدية الرومانسية والدراما العائلية التي تلت ذلك، جعلت خان مشهورا ومحبوب على نطاق واسع من الجمهور، وخاصة المراهقين، وفقا للمؤلف أنوباما شوبرا، الذي اعتبره رمزا للرومانسية في الهند. وتابع بقيام أعماله المهنية مع ياش شوبرا، وأديتيا شوبرا، وكاران جوهر، الذي ساعدته في جعله نجم النجوم. أصبح خان رائدا في أدواره الرومانسية وكرجل رومانسي دون أن يقبل في الواقع أي أحد من زملائه النجوم، ولكن رغم ذلك الا انه كسر هذه القاعدة في عام 2012، بعد الحاح بقوة من ياش شوبرا.

## عودة الظهور:2004-2009

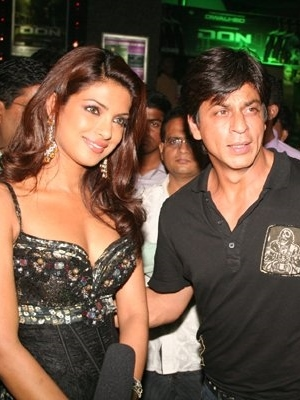
خان مع بريانكا شوبرا في العرض الأول لدون عام 2006

كان عام 2004 ناجح بالنسبة لخان على المستوى التجاري وفيما يخص النقاد. قام بتحويل دريمز الغير محدودة إلى ريد تشيليز انترتينمنت، بالإضافة إلى زوجته غوري خان التي شاركت كمنتجة. وفي الإنتاج الأول للشركة، قال إنه لعب دور البطولة في أول تجربة إخراجية لفرح خان، حيث العمل الكوميدى في فيلم مين هون نا. حساب خيالي من العلاقات بين الهند وباكستان، حيث تظهر من خلال المعلقين باعتباره جهدا واعيا للابتعاد عن الصورة النمطية ضد باكستان حيث العدو الدائم. ثم لعب خان دور طيار في سلاح الجو الهندي الذي يقع في حب امرأة باكستانية (بريتي زينتا) في ياش شوبرا وهو الفيلم الرومانسي«فير زارا»، الذي عرض في مهرجان برلين السينمائي الخامس والخمسون للنقد. وقد حقق الفيلم أعلى الإيرادات في الهند عام 2004 بالإضافة إلى إيرادات جميع أنحاء العالم حيث حقق ₹ 940 مليون (14 مليون $)، وحقق مين هون نا ثاني أعلى إيرادات حيث بلغت الإيرادات إلى 680 مليون ₹ (10 مليون دولار $).
وفي آخر أعماله لعام 2004، تألق خان كعالم ناسا الذي يعود بوطنيته إلى الهند لإحياء جذوره في دراما اجتماعية أشوتوش جواريكر في سواديز (المعنى "الوطن")، وقد أصبح الصورة الهندية الأولى التي تقدم داخل مركز أبحاث ناسا في مركز كنيدي للفضاء في ولاية فلوريدا. ويشير الباحث السينمائي ستيفن إلى أن الفيلم مثال على "واقعية بوليوود"، وظهور التفوق في السرد التقليدي وتوقعات الجمهور في السينما الهندية. وفي ديسمبر كانون الأول عام 2013، ذكرت تايمز في الهند أن خان وجد تصوير هذا الفيلم تجربة ساحقة وأن حياته المتغيرة العاطفية لم تُعرض في أي فيلم. وجد ديريك ايلى أن أداء خان المتنوع "المزعزع" بأنه مغترب راضية نفسه عازم على جلب القيم الغربية للفلاحين الهنود الفقراء "، ولكن العديد من نقاد السينما، بما في ذلك جيتيش بيلاي، يعتقد أن هذا الدور أفضل تمثيل له حتى الآن. تم ترشيحه لجائزة أفضل ممثل لأفلامه الثلاثة في عام 2004 وفاز في نهاية المطاف على جائزة سواديز. وفي وقت لاحق صنف مهرجان الأفلام في عام 2010 أدائه "من أفضل 80 عرض مميز".
في عام 2005، تألق خان في دراما الخيال أمول بليكار وباهلي. وكان تقديم الهند للفيلم أفضل فيلم بلغة أجنبية في حفل توزيع جوائز الأكاديمية 79. وتعاون في وقت لاحق مع كاران جوهار للمرة الثالثة في الدراما الرومانسية الموسيقية كابهي الفيدا ناه كينا (2006)، وهي قصة اثنين متزوجين ويشعرون بالتعاسة في مدينة نيويورك ويبدأ علاقة غرامية خارج نطاق الزواج. عرض الفيلم، وبأبطاله وممثليه كأميتاب باتشان، بريتي زينتا، أبهيشيك باتشان، راني مخرجي وكيرون خير، وقد حقق الفيلم أعلى الإيرادات داخل الهند وخارجه ، حيث بلغت الإيرادات 1.13 مليار ₹ (17 مليون دولار $) في جميع أنحاء العالم. كل أدواره في كابهي الفيدا ناه كيهنا وفي فيلم الأكشن دون، كنسخة جديدة من فيلم 1978 الذي يحمل نفس الاسم، وجعلت خان يرشح لأفضل ممثل وأفضل جوائز في مهرجان أفضل فيلم، على الرغم من أدائه كشخص إعتباري أدى إلى المقارنة السلبية بما كان عليه أميتاب باتشان في الفيلم الأصلي.

## منذ 2010 – حتى الآن

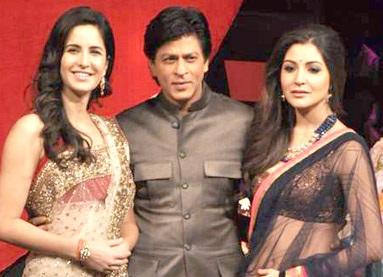
خان و كاترينا كايف (يسار) وأنوشكا شارما (يمين) مشاركين في حدث ترويجي في عام 2012

في عام 2011، تألق خان مع أرجون رامبال وكارينا كابور في فيلم الخيال العلمي لأنبهاف سينها في الفيلم الخارق را.وان، الذي يعتبر أول عمل له في هذا النوع وكنوع مفضل لأولاده. ويتضمن الفيلم قصة مصمم ألعاب الفيديو في لندن الذي يخلق شخصية شريرة وتخرج إلى العالم الحقيقي. وقد وصف بأنه أعلى إنتاج في بوليوود ؛ حيث خصصت له ميزانية بقدر 1.25 مليار ₹ (19 مليون $). وعلى الرغم من سلبية التغطية الإعلامية للفيلم فيما يتعلق بشباك التذاكر، إلا أن را.وان حقق إيرادات عالية تصل إلى 2.4 مليار ₹ (36 مليون $). وكان هناك ردود أفعال متباينة حول الفيلم، وقيام خان بتصوير دورين؛ في حين أشاد معظم النقاد بأداءه كآلي خارق جي، إنتقدوا أداءه كونه شيخار مصمم ألعاب فيديو. كما تم عرض الجزء الثاني من دون عام 2011 كتكملة لدون الذي تم عرضه عام 2006. وعند التحضير لدوره، تدرب خان كثيرا وقام بنفسه بأداء أغلب الحركات. وحظي خان نتيجة لأداءه إعجاب النقاد وكان هناك العديد من الأراء الإيجابية يقول نايخات كاظمي في تايمز الهندية «لا يزال شاروخان في الصدارة ولم يخسر موطئ قدم له، لا من خلال مسلسلات درامية ولا من خلال مشاهد الأكشن». وقد تم عرض أعلى إنتاج على الأطلاق لبوليوود ا في الخارج، حيث مهرجان برلين السينمائي الدولي 62.
كان عمل خان الوحيد في عام 2012 ياش شوبرا ، والدراما طالما أنا حي، وقد ظهر فيه بدور رومانسي مرة أخرى، بطولة كاترينا كايف وأنوشكا شارما. تعتبر السي ان ان –أي بي أن الأداء العام لخان أفضل أداء حتى الآن الأداء العام من خان ليكون واحدا من خيرة له حتى الآن، ولكن تعتقد أن قبلة خان الأولى في مسيرة عمله لكاترينا كايف التي تصغره عشرين عاما محرجة. حقق «طالما أنا حي» أعلى معدلات النجاح كفيلم من أفلام بوليوود في كل العصور، وذلك داخل وخارج الهند محققا أعلى الأرقام حيث حقق أكثر من 2110000000 ₹ (31 مليون $) في جميع أنحاء العالم. وقد تم عرض الفيلم في مهرجان مراكش السينمائي الدولي عام 2012 في المغرب، بالإضافة أحيانا السعادة وأحيانا الحزن، فير زارا، ودون 2. وفي حفل جوائز زي سينما، قام خان بتحية الرئيس الراحل ياش شوبرا بالإضافة إلى كايف، وشارما، والعديد من أبطال شوبرا.
في عام 2013، تألق خان في «روهيت شيتي» في عمل كوميدي تشيناي إكسبريس لريد تشيليز انترتينمنت، وهو الفيلم الذي حصل على آراء نقدية مختلطة وقدرا كبيرا من الآنتقادات لعدم مراعاة الثقافة الهندية الجنوبية، على الرغم من أن الفيلم تضمن تحية لنجم السينما التاميلية راجينيكنس. ويعتقد الناقد خالد محمد أن خان كان متكلف في الفيلم، وإنتقده «لإعادة تقديم كل خدعة قديمة في كتاب الترويج». وعلى الرغم من الإنتقادات فقد حطم أرقام شباك التذاكر للأفلام الهندية في كل من الهند والخارج، وحقق أعلى الإيرادات متجاوزا ثلاثة بلهاء ليصبح أعلى فيلم يحقق إيرادات في بوليوود في كل العصور، مع إجمالي ما يقرب من 4 مليارات ₹ (59 مليون الولايات المتحدة $) في شباك تذاكر جميع أنحاء العالم. في يوم 7 مارس عام 2013 قبل يوم من اليوم العالمي للمرأة، ذكرت تايمز الهندية أن خان طلب إتفاقية جديدة مع الممثلات الرائدة التي تشاركه العمل بظهور إسمها على حسابه. وأكد أن المرأة في حياته، بما في ذلك زملائه النجوم، كانت السبب في نجاحه. في عام 2014، كانت الممثل موصوف في مجموعات فرح خان الكوميدية سنة جديدة سعيدة، ويشارك في بطولته ديبيكا، وأبهيشيك باتشان وبومان إيراني الذي يعد تعاونه الثالث مع المخرج. وعلى الرغم من الانتقادات العديدة لشخصية خان، إلا أن الفيلم حقق نجاحا تجاريا.
ظهر خان مع كاجول، وفارون داوان وكريتي سانون في روهيت شيتي ديلويل الدراما الكوميدية عام (2015). وقد نقد الفيلم نقدا سلبيا على الرغم من نجاحه تجاريا. علق نامراتا جوشي من الهندوسية، "مع ديلويل، روهيت شيتي ذهب في الإتجاه الخطأ تماما على الرغم ما كان يمكن فعله وأن كل شيء تحت تصرفه بالإضافة إلى فريق تمثيل قوي ومنتج. ويعتقد جوشي أيضا أن محاولة جمع خان وكاجول قد أدت إلى نتائج عكسية. إعتبارا من أبريل عام 2015، أكمل خان العمل على القصص المثيرة لمعجبين مانيش شارما، ويقوم في هذا الفيلم بدورين دور النجم ودور معجبيه.. بالإضافة إلى ذلك، فقد وقع مع المخرج راهول دولاكيا للعمل في فيلم قصته درامية إجرامية مشاركا في العمل نواز الدين صديقي والغير ملقب رومانس جوري شيندى مقابل علياء بهات.

## أعمال أخرى

### الإنتاج السينمائي والبرامج التليفزيونية
شارك خان في إنتاج ثلاثة أفلام منذ 1999حتى 2003 كعضو شارك في تأسيس شركة «دريمز الغير محدودة». وبعد أن حلت الشراكة، قام هو وجوري بإعادة هيكلة الشركة وتأسيسها وأطلق عليها «ريد تشيليز انترتينمنت»، وتضمن التعامل مع الأفلام والإنتاج التليفزيونى، والخدع البصرية، والإعلان. وفي عام 2015، أنتجت الشركة أو إنتاج مشترك على الأقل تسعة أفلام. وعادة كان يتم اعطاء قرض لخان أو جورى للإنتاج، وكان خان يظهر في الأفلام في دور رئيسى أو يظهر كضيف. وشارك خان في عدة جوانب لصنع را.وان. وبصرف النظر عن التمثيل، فقد أنتج الفيلم، وتطوع لكتابة السيناريو ومطلقا عليها اسم كما أشرف على تطوير التقنية، وكتب مشاهد الكوميديا بناءا على شخصيات الفيلم. قام خان بالغناء لأفلامه. في جوش (2000) وقال بغناء الأغنية المشهورة «أبون بولا تو ميري ليلى». كما انه غنى في دون (2006)، وطالما أنا حي (2012). كما غنى في دائما كابهي كابهي (2011)، من إنتاج ريد تشيليز، وقد شارك خان في كتابة كلمات الأغانى.
بالإضافة إلى أوائل ظهوره في المسلسلات التليفزيونية، وحصوله على العديد من الجوائز في البرامج التليفزيونية ، بما في ذلك المهرجان السينمائي، زي سينما، وجوائز الشاشة. في عام 2007، حل محل أميتاب باتشان لموسم واحد لاستضافة كاون بانيجا كاروريبتاى، النسخة الهندية من يريد أن يصبح مليونيرا؟ وبعد مرور عام، بدأ خان استضافة كيا آب بانتشيفى ممر سي تيز هين ؟، النسخة الهندية من هل أنت أذكى من 5 مصنفين. وفي عام 2011 عاد إلى التلفزيون، في تخيل تى في زور كاراخاتخا: وايب اوت حيث النسخة الهندية ؛ مشاهد خان حيث صورت في استوديوهات ياش راج في مومباي. وخلافا لأعماله التليفزيونية قبل هذا في مهنة المذيع ، زور كاراخاتا: ويب اوت كان أداؤه ضعيفا. وقد تم اذاعته لموسم واحد فقط، وتم تقييمه كأدنى عرض قدمه نجم بوليوود.

### العروض المسرحية
كان خان باستمرار يؤدى ويشارك في العديد من الجولات والحفلات حول العالم. في عام 1997، قام بالعروض في لحظات آشا بهوسل حيث وقت الاحتفال في ماليزيا، وعاد في العام التالي ليؤدى مع كاريسما كابور لشاروخ-كاريسما: حصريا في حفل ماليزيا. وفي العام نفسه شارك في جولة رباعية رائعة حول العالم وذلك في المملكة المتحدة وكندا، والولايات المتحدة وذلك مع جوهي تشاولا، أكشاي كومار وكاجول، وفي العام التالى استأنفت الجولة في ماليزيا. في عام 2002، ظهر خان مع أميتاب باتشان، وعامر خان، وبريتي زينتا وايشواريا راي في عرض من الهند مع الحب في مانشستر أولد ترافورد وهايد بارك في لندن ؛ وقد حضر هذا الحدث أكثر من 000و100 شخص. قام خان بأداء عرض مع راني موخرجي، وأرجون رامبال وايشا كوبيكار في حفل 2010 على ملعب الجيش في دكا في بنغلاديش. وفي العام التالي شارك شهيد كابور وبريانكا شوبرا في الحفلة الموسيقية للصداقة الصداقة حيث تحتفل ب 150 عاما من الصداقة بين الهند وجنوب أفريقيا في ديربان في جنوب أفريقيا.
وبدأ خان في الارتباط مع «تيمبتاشين» وهي مجموعة من الجولات للاحتفال يتم فيها الغناء والرقص، وأداء العروض مع أرجون رامبال، وبريانكا شوبرا، وغيرها من نجمات بوليوود في «تيمبتاشين» 2004، قدم عرض مسرحى في 22 مكان في جميع أنحاء العالم. وقد تم العرض في حضور 15,000 ألف متفرج في مهرجان مدينة أرينا في دبي. في عام 2008، قام خان ببدأ سلسلة من الحفلات من جديد وقد قام بجولة في عدد من الدول، بما في ذلك هولندا. وعقد جولة أخرى مع بيباشا باسو وغيرها في عام 2012 في جاكرتا، وفي عام 2013 سلسلة أخرى من الحفلات زار فيها أوكلاند، بيرث وسيدني. في عام 2014، قدم خان عرض في سلام! حيث جولة في الولايات المتحدة وكندا، ولندن، وقدم أيضا البرنامج الأول لعرض المواهب الهندية لأول مرة حصريا.
ملكية الاى بى ال لفريق الكريكيت
في عام 2008 قام خان بشراكة جوهي تشاولا وزوجها جاي ميهتا واكتساب حقوق الملكية لفرانشيز ممثلة كولكاتا الكريكيت في بطولة انديان والدوري الممتاز بمبلغ 75090000 $، وأطلق عليها اسم فريق كولكاتا نايت رايدرز ك ك ر. في عام 2009، كان ك ك ر واحد من أغنى الفرق في اى بى ال ، مع علامة تجارية قيمتها 42,1 $ . وقد كان الفريق أداؤه ضعيفا لأول ثلاث سنوات. ولن الأداء تحسن مع مرور الوقت، وأصبحوا أبطال في عام 2012 و 2014.
أدى خان مع سنيدي شوهان وشريا ساران في حفل افتتاح موسم 2011، حيث رقصوا على أغانى «تميل». وظهر مرة أخرى في عام 2013 مع كاترينا كايف، وديبيكا وبيتبل. في مايوعام 2012، حظر اتحاد المومباى للكريكيت دخوله في ملعب وانكيد لمدة خمس سنوات للمجادلة مع حراس الأمن والمسؤولين بعد مباراة بين ك ك ر وهنود المومباي . واعتذر خان في وقت لاحق إلى جمهوره بعد فوز فريقه في المباراة النهائية.

## في الإعلام

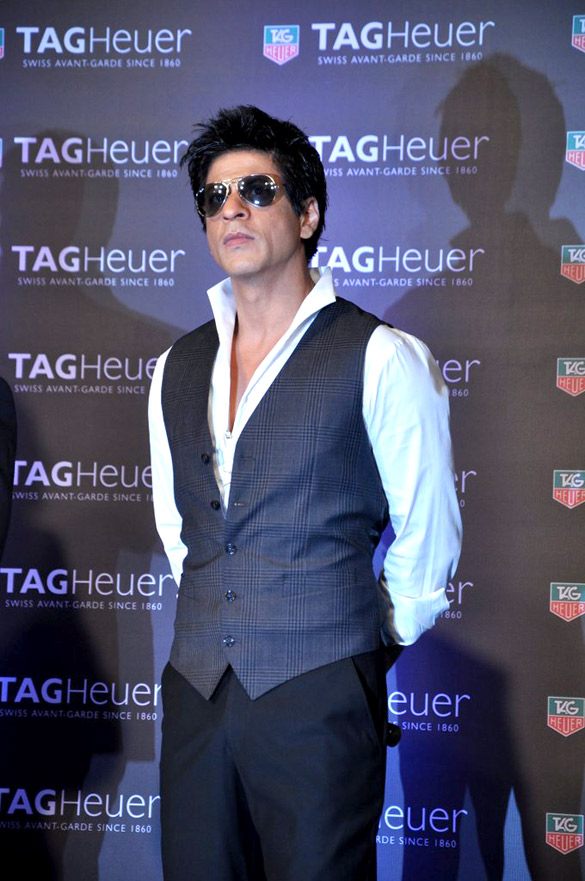
خان في مؤتمرتاغ هوير في مؤتمرصحفى، مروجا لمشاهدة سباق كاريرا موناكوعام 2016

يحظى شاروخان بتغطية اعلامية في الهند، وغالبا ما يشار إليه باسم «الملك خان»، و «بادشاه بوليوود»، أو «ملك بوليوود». ويذكر أنوباما شوبرا بأنه «من أشهر المشاهير الآن»، وذلك مع اثنين أو ثلاثة أفلام في السنة، وباستمرار الإعلانات التلفزيونية والإعلانات المطبوعة واللوحات الإعلانية الضخمة في شوارع المدن الهندية. وهو شخص في بعض الأحيان لديه متابعين متعصبين وذلك مع قاعدة جماهيرية من المتوقع أن تتجاوز المليار شخص. في عام 2011 تم الإعلان أنه «أكبر نجم سينمائي لم تسمع عنه أبدا ... ربما أكبر نجم سينمائي في العالم، وهذه الفترة» لستيفن زيتشيك من تايمز لوس انجليس ، وكان يطلق عليه أكبر نجم سينمائي في العالم في الوسائل الإعلامية العالمية الأخرى . ووفقا لمسح شعبى ، 3.2 مليار شخص حول العالم يعرف شاه روخ خان، أكثر من الذين يعرفون توم كروز. ويعد خان واحد من أغنى المشاهير في الهند، متصدرا قائمة فوريس الهندية «قائمة ال100 مشهور» في عام 2012 و 2013 و 2015. وقد أطلق عليه من قبل مجلة نيوزويك واحد من أقوى الشخصيات على الصعيد العالمي في عام 2008، وقدرت ثروته بنحو 400-600 $ مليون دولار أمريكى. يمتلك خان العديد من الممتلكات في الهند وفي دول أخرى، بما في ذلك شقة في لندن تقدرب20 مليون £ ، وفيلا في نخلة جميرا في دبي.
وباستمرار يتصدر خان قائمة الأكثر شعبية وأناقة وتأثيرا في الهند. وبانتظام في تايمز الهندية، كان خان من بين العشرة الأوائل في القائمة التي تشمل 50 رجلا حيث أكثر الرجال المرغوب فيهم ، وفي استطلاع في عام 2007 من قبل مجلة عين الشرق أطلق عليه أكثر الرجال جاذبية في آسيا. عادة ما يشار إلي خان باسم "شاروخان s r k"من قبل المؤسسات الإعلامية بسبب العديد من علامته التجارية وريادة الأعمال. ويعد خان واحدا من المشاهير الأعلى أجرا ومن المشاهير الأكثر ظهورا في الإعلانات التلفزيونية، حيث تصل حصته إلى ستة في المائة من سوق الإعلانات التلفزيونية. ويظهر خان في اعلانات لشركة بيبسي، ونوكيا، وشركة هيونداي، طبق التلفزيون، ودديكور، ولوكس وتاج هاوير. وقد تم نشر كتب عنه، وقد تم توثيق شعبيته في العديد من الأفلام غير الخيالية، بما في ذلك جزء داخلى وجزء خارجى وثائقى لشاروخان (2005)، بالإضافة إلى ترافل ديسكفرى ومسلسل عشر أجزء للعيش مع السوبر ستار شاه روخ خان (2010). في عام 2007، أصبح خان الممثل الهندي الثالث الذي يكون له تمثال شمع في متحف مدام توسو في لندن، بعد ايشواريا راي وأميتاب باتشان. كما تم وضع التمثال في متحف مدام توسو "في لوس انجليس وهونغ كونغ ونيويورك وواشنطن.
كان خان العلامة التجارية لبعض الحملات الحكومية المختلفة، بما في ذلك حملة ضد شلل الأطفال والحملة الوطنية لمكافحة الإيدز.ويعد خان عضواً في مجلس إدارة مؤسسة أطلب – أمنية في الهند، وفي عام 2011 تم تعيينه من قبل مكتب الأمم المتحدة لخدمات المشاريع كأول سفير عالمي في المجلس التعاوني لإمدادات المياه والصرف الصحي . وقد قام بالعديد من الخدمات العامة لضمان الصحة الجيدة والتغذية السليمة، وانضم إلى وزارة الصحة الهندية واليونيسيف في حملة تحصين الأطفال على الصعيد الوطني. في عام 2011 حصل خان على هرم اليونسكو جائزة كون مارني للالتزام بالعمل الخيرى وتوفير التعليم للأطفال، ليصبح أول هندي يفوز بالجائزة. في عام 2015، حصل خان على درجة امتياز من جامعة ادنبرة، أسكتلندا.

## الجوائز
يعد شاه روخ خان واحدًا من أكثر الممثلين البوليوديين ترشيحًا بالجوائز والتكريمات والأوسمة في السينما البوليودية وعبر العالم، حيث يبلغ رصيده ما بين 211 جائزة وترشيحا منها 14 جائزة فيلم فير و30 ترشيحا منها ثماني جوائز فيلم فير أفضل ممثل، ما يجعله يعادل الممثل الهندي الكبير ديليب كومار فوزًا بهذه الجائزة.
بدأت رحلة خان في قنص الجوائز سنة (1993) بفوزه بأول جائزة فيلم فير لأفضل ممثل عن دوره في فيلم بازيجار، لتتوالى نجاحاته ويفوز بنفس الجائزة لعدة أفلام هي رجوع العاشق المجنون سنة (1995)، فيلم جنون الحب سنة (1997)، فيلم كوتش كوتش هوتا هي سنة (1998)، ديفداس سنة (2002)، سواديز: نحن الشعب سنة (2004)، النصر للهند سنة (2007) وأخيرًا اسمي خان سنة (2010).

## روابط خارجية
- شاه روخ خان على موقع IMDb (الإنجليزية)
- شاه روخ خان على موقع ميتاكريتيك (الإنجليزية)
- شاه روخ خان على موقع الموسوعة البريطانية (الإنجليزية)
- شاه روخ خان على موقع روتن توميتوز (الإنجليزية)
- شاه روخ خان على موقع مونزينجر (الألمانية)
- شاه روخ خان على موقع ألو سيني (الفرنسية)
- شاه روخ خان على موقع ميوزك برينز (الإنجليزية)
- شاه روخ خان على موقع أول موفي (الإنجليزية)
- شاه روخ خان على موقع قاعدة بيانات الأفلام السويدية (السويدية)
- شاه روخ خان على موقع إن إن دي بي (الإنجليزية)